# Osiedle Młodych (Żywiec)
Osiedle Młodych – osiedle w Żywcu, w dzielnicy Śródmieście. Zlokalizowane jest pomiędzy ul. Powstańców Śląskich, Komonieckiego i Aleją Piłsudskiego.
Osiedle zostało wybudowane na przełomie lat 60. i 70. Jako pierwsze obiekty na jego terenie powstały w 1967 bloki nr 11 i 13. Ostatnim ukończonym tu budynkiem mieszkanym został w 1971 blok nr 15, wtedy też oddano do użytku pawilon „Malinka”.
W 1978 na osiedlu została uruchomiona biblioteka, działająca jako filia nr 3 Miejskiej Biblioteki Publicznej, która powstała na skutek adaptacji korytarza w jednym z budynków na jego terenie. Filia została zlikwidowana w 1991. Na osiedlu funkcjonował ponadto klub „Skrzat” (Osiedle Młodych 1), stanowiący filię Międzyszkolnego Ośrodka Kultury i Sportu.
19 maja 2023 na bocznej ścianie bloku nr 14 od strony Alei Piłsudskiego został odsłonięty mural przedstawiający parę w tradycyjnych strojach żywieckich, stojącą na kuli ziemskiej przykrytej miejscowym tiulem, nawiązujący do działalności asysty żywieckiej, zajmującej się kultywowaniem tradycji mieszczańskich oraz propagowaniem strojów miejskich.
Osiedle Młodych tworzy sześć bloków należących do Spółdzielni Mieszkaniowej „Gronie” oraz pięć administrowanych przez Żywieckie Towarzystwo Budownictwa Społecznego.
Na terenie osiedla istnieje plac zabaw, siedzibę ma tu ponadto Prokuratura Rejonowa oraz Zbór Kościoła Zielonoświątkowego w Żywcu. W budynku nr 1 stanowiącym pawilon handlowy działa m.in. supermarket sieci Lewiatan.
Osiedle obsługują autobusy komunikacji miejskiej linii 1, 2, 3, 4, 5, 6, 7, 8, 9, 10, 12, 13, 14, 15, 16, 17. Znajdują się tu przystanki Policja, Ogródek Jordanowski oraz Targowica CPN.
Sąsiaduje z osiedlem 700-lecia.